# Arab al-Samniyya
Arab al-Samniyya (عرب السمنية) er en affolket palæstinensisk landsby der blev erobret af Israel under Den Arabisk-Israelske krig 1948. Den lå i Akkodistriktet af det Britiske Mandatområde, 19,5 km nordøst for byen Akko. I 1945 havde landsbyen en befolkning på 200 Arabere og dækkede et areal af 1.872 dunums, 1.9 km². Den blev erobret af Israel's Sheva og Carmeli brigader den 31. oktober 1948, under den israelske offensiv, Operation Hiram. Landsbyen blev fuldstændig ødelagt og kun ruiner er tilbage, og alle dens indbyggere blev etnisk udrenset. Den jødiske landsby Ya'ara ligger i dag på den tidligere landsbys land.